# Pontocaris pennata
Pontocaris pennata är en kräftdjursart som beskrevs av Charles Spence Bate 1888. Pontocaris pennata ingår i släktet Pontocaris och familjen Crangonidae. Inga underarter finns listade i Catalogue of Life.